# Четирок
Четирок (грч. Μεσοποταμία, до 1926. грч. Τσετιράκι) је насељено место у општини Костур у периферији Западна Македонија, Грчка. Према попису из 2021. године било је 2.013 становника.
Према бугарском географу и историчару, Василу Канчову, у Четироку је 1900. године живело 360 Словена хришћана и 440 Словена муслимана. Српски географ Боривоје Милојевић, 1920. године наводи да је у Четироку било 55 кућа Словена хришћана и 110 кућа Турака. Године 1924. турско становништво је принудно исељено у Турску а на њихово место су насељене грчке избеглице из Турске. На попису из 1940. од 1.552 житеља Четирока, Словена је било 648 а остали су били Грци.